# Стеймбак, Родригу
Родригу Стеймбак Силва (порт. Rodrigo Steimbach Silva, род. 30 января 1996, Рио-де-Жанейро) — бразильский хоккеист (хоккей на траве), полевой игрок. Участник летних Олимпийских игр 2016 года.

## Биография
Родригу Стеймбак родился 30 января 1996 года в бразильском городе Рио-де-Жанейро.
Играл в хоккей на траве за «Сосьедаде Жермания» из Рио-де-Жанейро. В 2016 году в её составе стал чемпионом Бразилии.
Выступал за сборную Бразилии в 2015—2016 годах. Единственным крупным турниром, в котором выступал Стеймбак до Олимпиады, был Панамериканский вызов 2015 года. Он закончился победой бразильцев, Стеймбак провёл 3 матча. Кроме того, участвовал в четырёхматчевой товарищеской серии со сборной Португалии.
В 2016 году вошёл в состав сборной Бразилии по хоккею на траве на летних Олимпийских играх в Рио-де-Жанейро, занявшей 12-е место. Играл в поле, провёл 5 матчей, мячей не забивал.
В течение карьеры провёл за сборную Бразилии 12 матчей, мячей не забивал.